# Biserica „Sfinții Arhangheli Mihail și Gavriil” din Vărzărești
Biserica „Sf. Arhangheli Mihail și Gavriil” este o biserică amplasată în Vărzărești, raionul Nisporeni, Republica Moldova. Este un monument arhitectural de importanță națională inclus în Registrul monumentelor Republicii Moldova ocrotite de stat cu nr. 931 sau nr. 933 (raionul Nisporeni). Datează din 1794.